# Parigi-Nizza 2012
La Parigi-Nizza 2012, settantesima edizione della corsa e valevole come seconda prova dell'UCI World Tour 2012, si svolse in otto tappe dal 4 all'11 marzo 2012, per un percorso totale di 1 155,5 km. Venne vinta dal britannico Bradley Wiggins, in forza al team Sky, che concluse in 28h12'16" alla media di 40,969 km/h.

## Tappe
| Tappa  | Data     | Percorso                                   | km      | Vincitore di tappa | Leader cl. generale |
| ------ | -------- | ------------------------------------------ | ------- | ------------------ | ------------------- |
| 1ª     | 4 marzo  | Dampierre > Saint-Rémy (Cron. individuale) | 9,4     | Gustav Larsson     | Gustav Larsson      |
| 2ª     | 5 marzo  | Mantes-la-Jolie > Orléans                  | 185     | Tom Boonen         | Bradley Wiggins     |
| 3ª     | 6 marzo  | Vierzon > Lac de Vassivière                | 194     | Alejandro Valverde | Bradley Wiggins     |
| 4ª     | 7 marzo  | Brive-la-Gaillarde > Rodez                 | 183     | Gianni Meersman    | Bradley Wiggins     |
| 5ª     | 8 marzo  | Onet-le-Château > Mende                    | 178     | Lieuwe Westra      | Bradley Wiggins     |
| 6ª     | 9 marzo  | Suze-la-Rousse > Sisteron                  | 176,5   | Luis León Sánchez  | Bradley Wiggins     |
| 7ª     | 10 marzo | Sisteron > Nizza                           | 220     | Thomas De Gendt    | Bradley Wiggins     |
| 8ª     | 11 marzo | Nizza > Col d'Èze (Cron. individuale)      | 9,6     | Bradley Wiggins    | Bradley Wiggins     |
| Totale | Totale   | Totale                                     | 1 155,5 |                    |                     |

## Squadre e corridori partecipanti
Essendo inserita tra le gare dell'UCI World Tour, tutte le squadre con licenza "UCI ProTeam" devono automaticamente parteciparvi. In totale prendono il via ventidue squadre, di cui diciotto "ProTeams" e quattro "UCI Professional Continental Team".
| N.      | Cod. | Squadra                     |
| ------- | ---- | --------------------------- |
| 1-8     | OLO  | Omega Pharma-Quickstep      |
| 11-18   | RNT  | RadioShack-Nissan           |
| 21-28   | SKY  | Sky Procycling              |
| 31-38   | MOV  | Movistar Team               |
| 41-48   | GEC  | GreenEDGE Cycling Team      |
| 51-58   | COF  | Cofidis, le Crédit en Ligne |
| 61-68   | EUS  | Euskaltel-Euskadi           |
| 71-78   | ALM  | AG2R La Mondiale            |
| 81-88   | AST  | Astana Pro Team             |
| 91-98   | RAB  | Rabobank Cycling Team       |
| 101-108 | VCD  | Vacansoleil-DCM             |

| N.      | Cod. | Squadra               |
| ------- | ---- | --------------------- |
| 111-118 | LAM  | Lampre-ISD            |
| 121-128 | EUC  | Team Europcar         |
| 131-138 | SAX  | Team Saxo Bank        |
| 141-148 | FDJ  | FDJ                   |
| 151-158 | GRM  | Team Garmin-Barracuda |
| 161-168 | BMC  | BMC Racing Team       |
| 171-178 | KAT  | Katusha Team          |
| 181-188 | LIQ  | Liquigas-Cannondale   |
| 191-198 | LTB  | Lotto-Belisol Team    |
| 201-208 | SAU  | Saur-Sojasun          |
| 211-218 | PRO  | Project 1T4I          |

## Dettagli delle tappe

### 1ª tappa

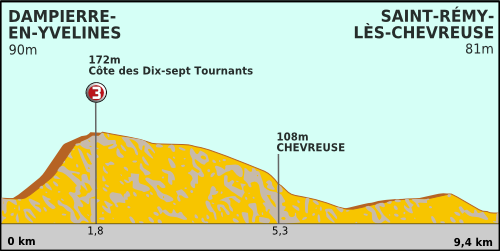
Il profilo altimetrico della prima tappa

- 4 marzo: Dampierre-en-Yvelines > Saint-Rémy-lès-Chevreuse – Cronometro individuale – 9,4 km

Risultati
| Pos. | Corridore       | Squadra        | Tempo  |
| ---- | --------------- | -------------- | ------ |
| 1    | Gustav Larsson  | Vacansoleil    | 11'19" |
| 2    | Bradley Wiggins | Sky Procycling | a 1"   |
| 3    | Levi Leipheimer | Omega Pharma   | a 4"   |

| Pos. | Corridore       | Squadra        | Tempo  |
| ---- | --------------- | -------------- | ------ |
| 1    | Gustav Larsson  | Vacansoleil    | 11'19" |
| 2    | Bradley Wiggins | Sky Procycling | a 1"   |
| 3    | Levi Leipheimer | Omega Pharma   | a 4"   |

### 2ª tappa

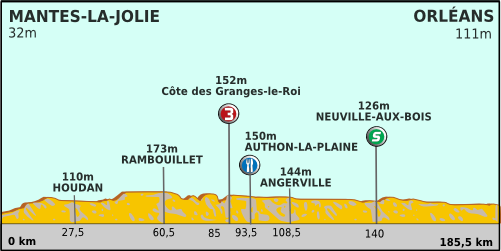
Il profilo altimetrico della seconda tappa

- 5 marzo: Mantes-la-Jolie > Orléans – 185 km

Risultati
| Pos. | Corridore          | Squadra      | Tempo    |
| ---- | ------------------ | ------------ | -------- |
| 1    | Tom Boonen         | Omega Pharma | 4h22'15" |
| 2    | José Joaquín Rojas | Movistar     | s.t.     |
| 3    | John Degenkolb     | Project 1T4I | s.t.     |

| Pos. | Corridore       | Squadra        | Tempo    |
| ---- | --------------- | -------------- | -------- |
| 1    | Bradley Wiggins | Sky Procycling | 4h33'32" |
| 3    | Levi Leipheimer | Omega Pharma   | a 6"     |
| 3    | Tom Boonen      | Omega Pharma   | a 7"     |

### 3ª tappa

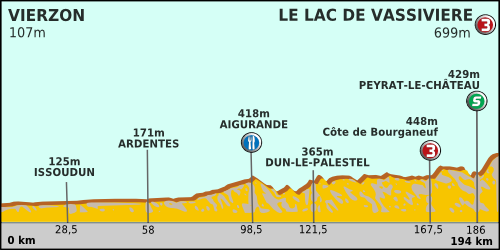
Il profilo altimetrico della terza tappa

- 6 marzo: Vierzon > Lac de Vassivière – 194 km

Risultati
| Pos. | Corridore          | Squadra       | Tempo    |
| ---- | ------------------ | ------------- | -------- |
| 1    | Alejandro Valverde | Movistar      | 4h36'19" |
| 2    | Simon Gerrans      | GreenEDGE     | s.t.     |
| 3    | Gianni Meersman    | Lotto-Belisol | s.t.     |

| Pos. | Corridore          | Squadra        | Tempo    |
| ---- | ------------------ | -------------- | -------- |
| 1    | Bradley Wiggins    | Sky Procycling | 9h09'51" |
| 3    | Levi Leipheimer    | Omega Pharma   | a 6"     |
| 3    | Tejay van Garderen | BMC            | a 11"    |

### 4ª tappa

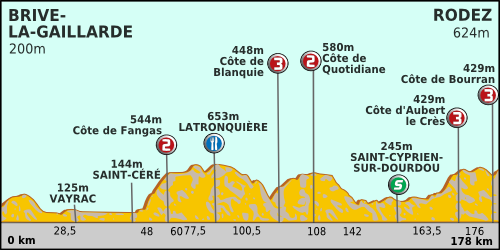
Il profilo altimetrico della quarta tappa

- 7 marzo: Brive-la-Gaillarde > Rodez – 183 km

Risultati
| Pos. | Corridore       | Squadra       | Tempo    |
| ---- | --------------- | ------------- | -------- |
| 1    | Gianni Meersman | Lotto-Belisol | 4h21'01" |
| 2    | Grega Bole      | Lampre-ISD    | s.t.     |
| 3    | Lieuwe Westra   | Vacansoleil   | s.t.     |

| Pos. | Corridore          | Squadra        | Tempo     |
| ---- | ------------------ | -------------- | --------- |
| 1    | Bradley Wiggins    | Sky Procycling | 13h30'52" |
| 3    | Levi Leipheimer    | Omega Pharma   | a 6"      |
| 3    | Tejay van Garderen | BMC            | a 11"     |

### 5ª tappa

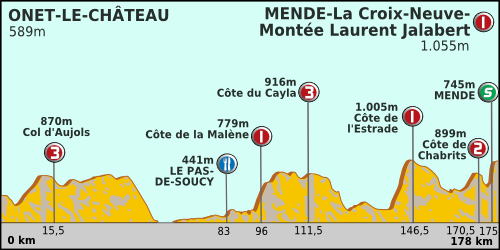
Il profilo altimetrico della quinta tappa

- 8 marzo: Onet-le-Château > Mende – 178 km

Risultati
| Pos. | Corridore          | Squadra        | Tempo    |
| ---- | ------------------ | -------------- | -------- |
| 1    | Lieuwe Westra      | Vacansoleil    | 4h52'46" |
| 2    | Alejandro Valverde | Movistar       | a 6"     |
| 3    | Bradley Wiggins    | Sky Procycling | s.t.     |

| Pos. | Corridore       | Squadra        | Tempo     |
| ---- | --------------- | -------------- | --------- |
| 1    | Bradley Wiggins | Sky Procycling | 18h23'40" |
| 3    | Lieuwe Westra   | Vacansoleil    | a 6"      |
| 3    | Levi Leipheimer | Omega Pharma   | s.t.      |

### 6ª tappa

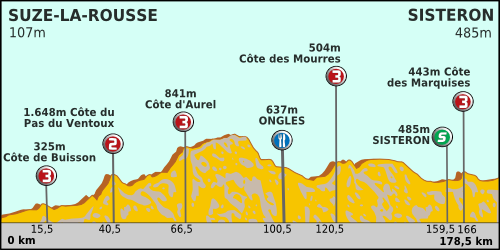
Il profilo altimetrico della sesta tappa

- 9 marzo: Suze-la-Rousse > Sisteron – 176,5 km

Risultati
| Pos. | Corridore         | Squadra    | Tempo    |
| ---- | ----------------- | ---------- | -------- |
| 1    | Luis León Sánchez | Rabobank   | 4h07'58" |
| 2    | Jens Voigt        | RadioShack | s.t.     |
| 3    | Heinrich Haussler | Garmin     | a 14"    |

| Pos. | Corridore       | Squadra        | Tempo     |
| ---- | --------------- | -------------- | --------- |
| 1    | Bradley Wiggins | Sky Procycling | 22h31'52" |
| 3    | Lieuwe Westra   | Vacansoleil    | a 6"      |
| 3    | Levi Leipheimer | Omega Pharma   | a 10"     |

### 7ª tappa

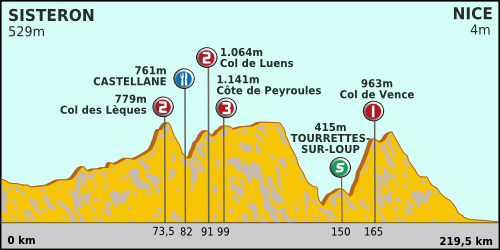
Il profilo altimetrico della settima tappa

- 10 marzo: Sisteron > Nizza – 220 km

Risultati
| Pos. | Corridore       | Squadra      | Tempo    |
| ---- | --------------- | ------------ | -------- |
| 1    | Thomas De Gendt | Vacansoleil  | 5h11'48" |
| 2    | Rein Taaramäe   | Cofidis      | a 6'18"  |
| 3    | John Degenkolb  | Project 1T4I | a 9'24"  |

| Pos. | Corridore          | Squadra        | Tempo     |
| ---- | ------------------ | -------------- | --------- |
| 1    | Bradley Wiggins    | Sky Procycling | 27h53'04" |
| 3    | Lieuwe Westra      | Vacansoleil    | a 6"      |
| 3    | Alejandro Valverde | Movistar       | a 18"     |

### 8ª tappa

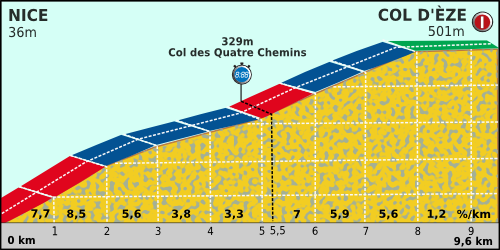
Il profilo altimetrico della ottava tappa

- 11 marzo: Nizza > Col d'Èze – Cronometro individuale – 9,6 km

Risultati
| Pos. | Corridore              | Squadra        | Tempo  |
| ---- | ---------------------- | -------------- | ------ |
| 1    | Bradley Wiggins        | Sky Procycling | 19'12" |
| 2    | Lieuwe Westra          | Vacansoleil    | a 2"   |
| 3    | Jean-Christophe Péraud | AG2R La Mon.   | a 33"  |

| Pos. | Corridore          | Squadra        | Tempo     |
| ---- | ------------------ | -------------- | --------- |
| 1    | Bradley Wiggins    | Sky Procycling | 28h12'16" |
| 2    | Lieuwe Westra      | Vacansoleil    | a 8"      |
| 3    | Alejandro Valverde | Movistar       | a 1'10"   |

## Evoluzione delle classifiche
| Tappa              | Vincitore          | Classifica generale Maglia gialla | Classifica a punti Maglia verde | Classifica scalatori Maglia a pois | Classifica giovani Maglia bianca | Classifica a squadre Numero giallo |
| ------------------ | ------------------ | --------------------------------- | ------------------------------- | ---------------------------------- | -------------------------------- | ---------------------------------- |
| 1ª                 | Gustav Larsson     | Gustav Larsson                    | Gustav Larsson                  | Thomas De Gendt                    | Tejay van Garderen               | Omega Pharma-Quickstep             |
| 2ª                 | Tom Boonen         | Bradley Wiggins                   | Tom Boonen                      | Thomas De Gendt                    | Tejay van Garderen               | Omega Pharma-Quickstep             |
| 3ª                 | Alejandro Valverde | Bradley Wiggins                   | Alejandro Valverde              | Thomas De Gendt                    | Tejay van Garderen               | Omega Pharma-Quickstep             |
| 4ª                 | Gianni Meersman    | Bradley Wiggins                   | Alejandro Valverde              | Luis Ángel Maté                    | Tejay van Garderen               | Omega Pharma-Quickstep             |
| 5ª                 | Lieuwe Westra      | Bradley Wiggins                   | Alejandro Valverde              | Frederik Veuchelen                 | Tejay van Garderen               | Omega Pharma-Quickstep             |
| 6ª                 | Luis León Sánchez  | Bradley Wiggins                   | Alejandro Valverde              | Frederik Veuchelen                 | Tejay van Garderen               | Omega Pharma-Quickstep             |
| 7ª                 | Thomas De Gendt    | Bradley Wiggins                   | Alejandro Valverde              | Frederik Veuchelen                 | Tejay van Garderen               | Vacansoleil-DCM                    |
| 8ª                 | Bradley Wiggins    | Bradley Wiggins                   | Bradley Wiggins                 | Frederik Veuchelen                 | Tejay van Garderen               | Vacansoleil-DCM                    |
| Classifiche finali | Classifiche finali | Bradley Wiggins                   | Bradley Wiggins                 | Frederik Veuchelen                 | Tejay van Garderen               | Vacansoleil-DCM                    |

## Classifiche finali

### Classifica generale - Maglia gialla
| Pos. | Corridore          | Squadra        | Tempo     |
| ---- | ------------------ | -------------- | --------- |
| 1    | Bradley Wiggins    | Sky Procycling | 28h12'16" |
| 2    | Lieuwe Westra      | Vacansoleil    | a 8"      |
| 3    | Alejandro Valverde | Movistar       | a 1'10"   |
| 4    | Simon Špilak       | Katusha        | a 1'24"   |
| 5    | Tejay van Garderen | BMC            | a 1'54"   |
| 6    | Arnold Jeannesson  | FDJ-BigMat     | a 2'13"   |
| 7    | Maxime Monfort     | RadioShack     | a 2'21"   |
| 8    | Sylvain Chavanel   | Omega Pharma   | a 2'42"   |
| 9    | Robert Kišerlovski | Astana         | a 3'30"   |
| 10   | Ángel Vicioso      | Katusha        | a 3'59"   |

### Classifica a punti - Maglia verde
| Pos. | Corridore          | Squadra        | Punti |
| ---- | ------------------ | -------------- | ----- |
| 1    | Bradley Wiggins    | Sky Procycling | 92    |
| 2    | Alejandro Valverde | Movistar       | 89    |
| 3    | Lieuwe Westra      | Vacansoleil    | 85    |
| 4    | Luis León Sánchez  | Rabobank       | 52    |
| 5    | Tejay van Garderen | BMC            | 50    |

### Classifica scalatori - Maglia a pois
| Pos. | Corridore          | Squadra      | Punti |
| ---- | ------------------ | ------------ | ----- |
| 1    | Frederik Veuchelen | Vacansoleil  | 64    |
| 2    | Thomas De Gendt    | Vacansoleil  | 42    |
| 3    | Luis Ángel Maté    | Cofidis      | 28    |
| 4    | Rein Taaramäe      | Cofidis      | 20    |
| 5    | David Lelay        | Saur-Sojasun | 20    |

### Classifica giovani - Maglia bianca
| Pos. | Corridore          | Squadra        | Tempo     |
| ---- | ------------------ | -------------- | --------- |
| 1    | Tejay van Garderen | BMC            | 28h14'10" |
| 2    | Rigoberto Urán     | Sky Procycling | a 2'46"   |
| 3    | Romain Sicard      | Euskaltel      | a 7'55"   |
| 4    | Davide Malacarne   | Europcar       | a 8'53"   |
| 5    | Dominik Nerz       | Liquigas       | a 10'02"  |

### Classifica a squadre - Numero giallo
| Pos. | Squadra                | Tempo     |
| ---- | ---------------------- | --------- |
| 1    | Vacansoleil-DCM        | 84h39'30" |
| 2    | Sky Procycling         | a 4'45"   |
| 3    | Movistar Team          | a 7'28"   |
| 4    | Katusha Team           | a 8'43"   |
| 5    | Omega Pharma-Quickstep | a 8'49"   |

## Punteggi UCI
| Pos. | Corridore              | Squadra        | Punti |
| ---- | ---------------------- | -------------- | ----- |
| 1    | Bradley Wiggins        | Sky Procycling | 112   |
| 2    | Lieuwe Westra          | Vacansoleil    | 92    |
| 3    | Alejandro Valverde     | Movistar       | 80    |
| 4    | Simon Špilak           | Katusha        | 62    |
| 5    | Tejay van Garderen     | BMC            | 51    |
| 6    | Arnold Jeannesson      | FDJ-BigMat     | 40    |
| 7    | Maxime Monfort         | RadioShack     | 30    |
| 8    | Sylvain Chavanel       | Omega Pharma   | 20    |
| 9    | Robert Kišerlovski     | Astana         | 10    |
| 10   | Gianni Meersman        | Lotto-Belisol  | 8     |
| 11   | Thomas De Gendt        | Vacansoleil    | 7     |
| 12   | Luis León Sánchez      | Rabobank       | 7     |
| 13   | Tom Boonen             | Omega Pharma   | 6     |
| 14   | Gustav Larsson         | Vacansoleil    | 6     |
| 15   | Grega Bole             | Lampre-ISD     | 5     |
| 16   | Simon Gerrans          | GreenEDGE      | 4     |
| 17   | Ángel Vicioso          | Katusha        | 4     |
| 18   | José Joaquín Rojas     | Movistar       | 4     |
| 19   | Jens Voigt             | RadioShack     | 4     |
| 20   | Levi Leipheimer        | Omega Pharma   | 3     |
| 21   | Jean-Christophe Péraud | AG2R La Mon.   | 2     |
| 22   | Xavier Florencio       | Katusha        | 2     |
| 23   | Heinrich Haussler      | Garmin         | 2     |
| 24   | Francesco Gavazzi      | Astana         | 1     |
| 25   | Greg Henderson         | Lotto-Belisol  | 1     |
| 26   | Thor Hushovd           | BMC            | 1     |
| 27   | Sep Vanmarcke          | Garmin         | 1     |
| 28   | Elia Viviani           | Liquigas       | 1     |

| Pos. | Squadra                | Punti |
| ---- | ---------------------- | ----- |
| 1    | Sky Procycling         | 112   |
| 2    | Vacansoleil-DCM        | 105   |
| 3    | Movistar Team          | 84    |
| 4    | Katusha Team           | 68    |
| 5    | BMC Racing Team        | 52    |
| 6    | FDJ-BigMat             | 40    |
| 7    | RadioShack-Nissan      | 34    |
| 8    | Omega Pharma-Quickstep | 29    |
| 9    | Astana Pro Team        | 11    |
| 10   | Lotto-Belisol Team     | 9     |
| 11   | Rabobank Cycling Team  | 7     |
| 12   | Lampre-ISD             | 5     |
| 13   | GreenEDGE Cycling Team | 4     |
| 14   | AG2R La Mondiale       | 2     |
| 15   | Team Garmin-Barracuda  | 3     |
| 16   | Liquigas-Cannondale    | 1     |

| Pos. | Nazione       | Punti |
| ---- | ------------- | ----- |
| 1    | Regno Unito   | 112   |
| 2    | Spagna        | 97    |
| 3    | Paesi Bassi   | 92    |
| 4    | Slovenia      | 67    |
| 5    | Francia       | 62    |
| 6    | Stati Uniti   | 54    |
| 7    | Belgio        | 52    |
| 8    | Croazia       | 10    |
| 9    | Australia     | 6     |
| 10   | Svezia        | 6     |
| 11   | Germania      | 4     |
| 12   | Italia        | 2     |
| 13   | Norvegia      | 1     |
| 14   | Nuova Zelanda | 1     |